# Memoriał Huberta Jerzego Wagnera 2016
Memoriał Huberta Jerzego Wagnera 2016 – 14. edycja turnieju siatkarskiego odbył się w dniach 17–19 maja 2016 roku w Tauron Arena Kraków.

## Uczestnicy
- Polska
- Serbia
- Bułgaria
- Belgia

## Tabela
| Lp. | Drużyna  | Pkt | Mecze | Mecze   | Mecze   | Sety | Sety | Sety  | Małe punkty | Małe punkty | Małe punkty |
| Lp. | Drużyna  | Pkt | M     | W (3:2) | P (2:3) | wyg. | prz. | ratio | zdob.       | str.        | ratio       |
| --- | -------- | --- | ----- | ------- | ------- | ---- | ---- | ----- | ----------- | ----------- | ----------- |
| 1   | Bułgaria | 7   | 3     | 3 (2)   | 0 (0)   | 9    | 4    | 2.250 | 289         | 258         | 1.120       |
| 2   | Serbia   | 5   | 3     | 2 (2)   | 1 (1)   | 8    | 7    | 1.143 | 306         | 307         | 0.997       |
| 3   | Polska   | 5   | 3     | 1 (0)   | 2 (2)   | 7    | 7    | 1.000 | 298         | 297         | 1.003       |
| 4   | Belgia   | 1   | 3     | 0 (0)   | 3 (1)   | 3    | 9    | 0.333 | 243         | 274         | 0.887       |

Źródło: fundacjawagnera.pl
Punktacja: 3:0 i 3:1 – 3 pkt; 3:2 – 2 pkt; 2:3 – 1 pkt; 1:3 i 0:3 – 0 pkt
Zasady ustalania kolejności: 1. liczba punktów; 2. liczba zwycięstw; 3. stosunek setów; 4. stosunek małych punktów; 5. bilans w bezpośrednich meczach

## Wyniki
| Data  | Godz. | Drużyna 1 | Wynik | Drużyna 2 | 1     | 2     | 3     | 4     | 5     | Widzów | * |
| ----- | ----- | --------- | ----- | --------- | ----- | ----- | ----- | ----- | ----- | ------ | - |
| 17.05 | 17:30 | Belgia    | 2:3   | Serbia    | 22:25 | 25:16 | 21:25 | 25:23 | 12:15 |        |   |
| 17.05 | 21:00 | Polska    | 2:3   | Bułgaria  | 21:25 | 25:21 | 21:25 | 26:24 | 12:15 |        |   |
|       |       |           |       |           |       |       |       |       |       |        |   |
| 18.05 | 17:30 | Bułgaria  | 3:2   | Serbia    | 25:20 | 16:25 | 25:14 | 22:25 | 16:14 |        |   |
| 18.05 | 20:30 | Polska    | 3:1   | Belgia    | 20:25 | 25:16 | 25:20 | 25:22 |       |        |   |
|       |       |           |       |           |       |       |       |       |       |        |   |
| 19.05 | 17:30 | Belgia    | 0:3   | Bułgaria  | 10:25 | 22:25 | 23:25 |       |       |        |   |
| 19.05 | 20:30 | Polska    | 2:3   | Serbia    | 25:17 | 25:22 | 18:25 | 19:25 | 11:15 |        |   |

## Nagrody indywidualne
| Najlepszy zawodnik (MVP) | Najlepszy atakujący | Najlepsi blokujący            | Najlepszy rozgrywający | Najlepsi przyjmujący         | Najlepszy libero |
| ------------------------ | ------------------- | ----------------------------- | ---------------------- | ---------------------------- | ---------------- |
| Cwetan Sokołow           | Bartosz Kurek       | Srećko Lisinac Teodor Todorow | Georgi Seganow         | Michał Kubiak Uroš Kovačević | Władisław Iwanow |